# David Wilkie (konstnär)
David Wilkie, född 18 november 1785 i Cults i Fife, död 1 juni 1841 på ett fartyg utanför Gibraltar, var en skotsk målare.
Wilkie började sina konststudier i Edinburgh 1799 och belönades 1803 för Kallisto i badet med Diana. År 1805 blev han elev vid Royal Academy i London samt väckte uppseende med Bypolitikern (1806), Den blinde violinspelaren (1807, National Gallery), Kortspelare (1808), Betalningsdagen, Ett sårat finger, Byfesten (1811, National Gallery). Samma år blev han ledamot av akademien. Andra till samma tid hörande arbeten var Blindbock (skiss i Tate Gallery), Introduktionsbrevet, Testamentet öppnas (1820, Nya pinakoteket i München), Avslaget (South Kensingtonmuseet), Råttfångaren (Burlington House), Invaliderna i Chelsea med flera.
År 1825 företog han en resa på kontinenten och besökte under tre år Frankrike, Tyskland, Italien och Spanien. Under denna resa förändrade han stil och ämnen; i stället för det noggranna utförandet valde han ett målningssätt med bred pensel, av mera lätt, antydande karaktär, beroende på studium av gamla mästare, bland vilka anges Correggio, Rembrandt och Velazquez. Dithörande bilder är exempelvis Spansk posada, Flickan från Zaragoza och andra.
Han övergick så småningom till historiska bilder och porträtt. Mest berömd av de förra är Knox utdelar sakramentet (ofullbordad; i National Gallery i Edinburgh); andra är Columbus och ägget (1835), Maria Stuarts flykt (1837) och Batseba. Bland hans porträtt märks kung Georg, drottning Viktoria, lady Lyndhurst, sir James MacGregor, Wellington, O’Connell, landskapsmålaren Thomas Daniell (National Gallery) med flera.
Efter Lawrence blev Wilkie 1830 "painter to His Majesty" och 1836 "knight". År 1840 reste han till Konstantinopel, där han målade ett porträtt av sultan Abd ül-Mecid I; därefter besökte han Palestina och Egypten, men insjuknade i Alexandria. Under seglatsen tillbaka till England avled han ombord på en fregatt utanför Gibraltar och kroppen nedsänktes i havet. En staty av Wilkie (utförd av Samuel Joseph) ses i National Gallery.